# Повернення з орбіти
«Повернення з орбіти» — український радянський фантастичний художній фільм 1983 року режисера Олександра Сурина виробництва кіностудії імені Олександра Довженка.
Космонавт Кузнєцов вирішив назавжди порвати з польотами в космос через смерть дружини. Але коли на орбітальній станції стається аварія і його напарник опиняється в біді, Кузнєцов повертається в космос іще раз.

## Сюжет
Павло Кузнєцов і В'ячеслав Мухін — космонавти й хороші друзі. Вони багато років готуються до першого спільного польоту, але при старті ракети-носія стається аварія. Друзі рятуються завдяки системі аварійного порятунку.
Коли готується наступний спільний політ, раптово помирає дружина Кузнєцова, залишивши його з малою донькою. Кузнєцов, перебуваючи в глибокій жалобі, відмовляється від польоту в космос і вирішує назавжди порвати з космонавтикою. Він покидає космодром «Байконур» на поїзді. Мухін наздоганяє його, але вмовляння забрати рапорт про відставку лишаються марними. Зійшовши на станції в пустці, Мухін серед ночі дзвонить своїй подрузі Саші та пропонує вийти за нього заміж. Наступного дня Мухін стартує з іншим напарником.
Почувши по радіо повідомлення ТАРС про запуск, сусід Кузнєцова по купе відгукується про роботу космонавтів як про легку прогулянку заради нагород і слави. Кузнєцов нагадує йому, що кожен політ може виявитися смертельним.
В польоті на орбітальній станції стається аварія стикувального вузла, напарник Мухіна серйозно травмується і повинен негайно повернутися на Землю. Однак внаслідок аварії їхній корабель не може відстикуватися від станції. Кузнєцова, за наказом керівника загону космонавтів генерал-майора Свиридова, знімають з поїзда, і у складі команди з іще одним космонавтом він вилітає в космос за допомогою ще одного корабля на допомогу Мухіну.
Перетягнувши пораненого космонавта через відкритий космос на свій корабель, Кузнєцов з Мухіним ремонтують станцію. Однак при поверненні на Землю корабель потрапляє під метеорний потік, який пробиває обшивку агрегатного відсіку і пошкоджує маневрові двигуни й систему орієнтації. Космонавти закривають шоломи й переходять на резервний запас кисню, якого у них залишається максимум на 12 годин.
Цього разу на допомогу вилітає генерал-майор Свиридов. Через те, що з корабля Кузнєцова виходить повітря, він сильно обертається навколо своєї осі, що унеможливлює стикування з кораблем Свиридова. За ідеєю Мухіна, Кузнєцов виходить з корабля у відкритий космос і зупиняє його обертання за допомогою балона зі стисненим газом і запасного двигуна системи орієнтації.
Коли до стикування кораблів лишається зовсім трохи, Кузнєцов намагається сполучити їх шлангом аби передати запас кисню. Але запас кисню в його скафандрі вичерпується і Мухін віддає свій, через що гине, в останні миті життя пригадуючи Сашу. Згодом вцілілі космонавти зустрічаються на Землі в бані. Кузнєцов покидає їхню компанію, заходячи в море.

## У ролях
- Юозас Будрайтіс —  полковник морської авіації Павло Кузнєцов
- Віталій Соломін —  інженер В'ячеслав Мухін
- Олександр Пороховщиков —  генерал-майор авіації Олексій Свиридов
- Тамара Акулова —  Саша, подруга Мухіна
- Ігор Васильєв —  керівник польоту
- Любов Соколова — Софія Петрівна, теща Кузнєцова
- Ігор Дмитрієв —  попутник Кузнєцова в поїзді
- Валерій Юрченко —  Валерій Романов, напарник Мухіна
- В епізодах: С. Волкаш, Галина Довгозвяга, В. Костюк, М. Майстренко, Микола Олійник, А. Солдатенко, Ігор Чаленко, Надя Малахова

## Творча група
- Сценарист: Євген Мєсяцев
- Режисер-постановник: Олександр Сурин
- Оператор-постановник: Сергій Стасенко
- Художники-постановники: Сергій Бржестовський, Віталій Лазарєв
- Композитор: Едуард Артем'єв
- Звукооператор: Віктор Лукаш
- Режисер монтажу: Наталія Акайомова
- Головні консультанти: льотчики-космонавти СРСР, двічі Герої Радянського Союзу Володимир Шаталов і Валерій Кубасов
- Режисери: Ю. Жаріков, С. Мелькумов
- Оператори: М. Бердичевський, Олексій Золотарьов
- Редактор: Катерина Шандибіна
- Художники: по костюмах — Сталіна Рудько; по гриму — А. Бржестовська
- Художники-декоратори: В. Лаврентьєв, О. Янішевська, Є. Очеретяний, Микола Терещенко
- Група комбінованих зйомок:
  - оператори: Георгій Лемешев, Сергій Стасенко
  - художники: Сергій Бржестовський, Валентин Корольов, Володимир Цирлін, В. Малюх (художник-декоратор)
- Керівник групи каскадерів: Олександр Філатов
- Директор картини: Ігор Чаленко

## Відзнаки
- 17-й Всесоюзний кінофестиваль (Київ): спеціальний приз і диплом за фільм «Повернення з орбіти»[1].